# Монте-Карло (фильм, 2011)
«Мо́нте-Ка́рло» — американская романтическая комедия с элементами мелодрамы 2011 года выпуска, снятая Томасом Безуча. В главных ролях в этом фильме снялись Селена Гомес, Лейтон Мистер и Кэти Кэссиди. Также в съёмках участвовали французские и венгерские актёры. Мировая премьера фильма состоялись 30 июня 2011 года. 
Слоган фильма — «Иногда, чтобы стать собой, нужно побыть кем-то другим».

## Сюжет
Под занавес своего долгожданного, но неудавшегося путешествия в Париж три девушки, Грэйс (Селена Гомес), её подруга Эмма (Кэти Кэссиди) и ненавистная сводная сестра Мег (Лейтон Мистер), случайно заходят в пятизвёздочный отель, где Грэйс принимают за избалованную англичанку, наследницу огромного состояния Корделию, чем девушки решают воспользоваться, дабы спасти свой отпуск.

## В ролях
| Актёр          | Роль                                  |
| -------------- | ------------------------------------- |
| Селена Гомес   | Грэйс Беннет / Корделия Уинтроп-Скотт |
| Лейтон Мистер  | Мег Келли                             |
| Кэти Кэссиди   | Эмма                                  |
| Пьер Буланже   | Тео Маршан                            |
| Кэтрин Тейт    | Алисия                                |
| Люк Брейси     | Райли                                 |
| Кори Монтейт   | Оуэн                                  |
| Энди Макдауэлл | Памела                                |
| Бретт Каллен   | Роберт                                |

## Производство
Компания Fox приобрела права на адаптацию романа в фильм в 1999 году, за три года до публикации самого романа. В 2005 году журнал Variety объявил, что Джез и Джон Генри Баттерворт напишут сценарий. Он также сообщил, что актриса Николь Кидман подписала контракт, чтобы сыграть главную роль, а также продюсировать фильм с Риком Шварцем. Позднее Баттервортсы были уволены, и Томас Безуча был нанят для прямого и совместного написания сценария к «Монте-Карло». Первоначально была задумка снять фильм про трёх учителей, одну из которых должна была сыграть Кидман, которые решают отправиться в Париж и прикидываются богатыми женщинами. Но позже было принято решение сделать фильм более молодёжным, и три учительницы превратились в двух студенток и одну выпускницу школы.
Съёмки проходили с 5 мая по 7 июля 2010 года.
В марте 2010 года стало известно, что Селена Гомес была выбрана на одну из главных ролей в фильме. Для этой роли она провела несколько недель, чтобы научиться играть в поло, а также практиковалась в подделывании британского акцента. Позже на главные роли были выбраны Лейтон Мистер и Кэти Кэссиди. Французский актёр Пьер Буланже сделал свой американский дебют в фильме.

## Критика
Фильм получил смешанные отзывы кинокритиков. На сайте Rotten Tomatoes фильм имеет рейтинг 36 % на основе 92 рецензий со средним баллом 4,8 из 10. На сайте Metacritic фильм имеет оценку 43 из 100 на основе 23 рецензий критиков, что соответствует статусу «смешанные или средние отзывы».

## Саундтрек
- Graceful Exit
- What Mom Would Have Wanted
- It’s Not Magic
- Feeling Eiffel
- Grace Under Pressure
- Mirror Coincidence
- The Seduction of Paris
- Along for the Ride
- Seizing the Moment
- The Full Monte Carlo
- One Suite Deal
- Junk in the Trunks
- Ball In
- Pairing Up
- A Little Horse (S’il Vous) Play
- Of Another Color
- Dressing Up and Dressing Down
- Jazz Cafe
- Staying Classy
- Hotel Keys
- You’re Goin’ Places, Kid
- Chasing Emma
- Have a Nice Trip
- Megsmerized
- Cordelia Arrives
- Cordelia’s Not So Suite
- Time to Go
- Missing Links
- Return Engagement
- Protection And (Room) Service
- Just Stay Here
- I Don’t Want to Lose You
- It’s Too Much
- Just a Regular Girl
- Almost Everyone Is Happy
- Separate Ways
- Grace Be with You
- Of Another Color (Extended Version)
- Making Light
- Grace’s Theme
- Who Says
- Relax (Take It Easy)
- Ten Minutes Ago